# SkyscraperCity
SkyscraperCity — один из крупнейших в мире веб-сайтов, посвящённых строительству, небоскрёбам, урбанистике и городской фотографии. Движок веб-сайта основан на vBulletin и по своему типу SkyscraperCity является веб-форумом. Слоган SkyscraperCity — In Urbanity We Trust, что можно перевести как Мы верим в урбанизацию.

## История
skyscrapercity.com был создан 11 сентября 2002 года и включил в себя несколько существовавших раздельно форумов: Holland Hoogbouw Forums, Euroscrapers и OZscrapers. Автор и создатель — голландец Ян Клеркс (Jan Klerks). В 2006 году количество постов удвоилось с 4,5 миллиона до 9 миллионов.

## Особенности
К особенностям данного интернет-ресурса можно отнести:
- многоязычность аудитории
- еженедельный фото-конкурс
- различные голосования на лучший скайлайн, здания и многие другие.

## Структура форума
- World Development News Forums (раздел о строительстве в мире)
- World Forums (раздел о существующих строениях, инфраструктуре, транспорте)
- Photo Forums (в разделе представлены фото-конкурс, фотографии различных городов и стран)
- Continental Forums (здесь представлены: Североамериканский подфорум, Австралия, Азия (включая раздел Казахстан), Филиппины, Ближний Восток, ОАЭ)
- Latin American Forums (раздел посвящённый Латинской Америке)
- European Forums (включает разделы: общий по Европе (включая разделы по Белоруссии и Украине), Великобритания и Ирландия, французский, голландский, польский, испанский и российский.
- Club Forums (различные разделы по интересам, включая такие как 3-мерное моделирование и раздел по компьютерной игре SimCity)

## Статистика
SkyscraperCity входит в десятку крупнейших форумов в интернете с почти 70 тысячами уникальных участников ежедневно. К маю 2010 года было зарегистрировано почти 500 тысяч участников и создано более 500 тысяч тем («веток») для обсуждений. Наибольшее количество участников из США (22,3 %).

## Русскоязычный раздел
Русскоязычный раздел сайта существует с 2004 года. На май 2013 года в разделе было сделано более 2270 тысяч постов в более чем 7300 темах. Наиболее активны разделы по строительству в таких городах как Екатеринбург, Москва, Новосибирск, Санкт-Петербург, Челябинск.
В связи с ростом активности форума в начале 2009 года, произведена реорганизация раздела, созданы специальные подразделы для самых активных городов. В апреле 2010 года произведена очередная реструктуризация, после которой города были рассортированы по федеральным округам, причем для менее активных регионов оставлен специальный раздел «Инкубатор».